# Yellow Submarine (album)
Vous lisez un « article de qualité » labellisé en 2014.
Pour les articles homonymes, voir Yellow Submarine.
Albums de The Beatles
The Beatles
(1968) Abbey Road
(1969)
Yellow Submarine est le dixième album studio des Beatles, paru le 13 janvier 1969 aux États-Unis et le 17 janvier en Grande-Bretagne. Il s'agit de la bande originale du film d'animation du même nom sorti en salles sept mois auparavant. Des treize morceaux de cet album, seulement six sont des Beatles, parmi lesquels quatre sont inédits. Les titres Yellow Submarine et All You Need Is Love ont en effet déjà été commercialisés auparavant. Les sept morceaux présents sur la face B de la bande originale sont des pièces instrumentales réalisées pour le film, composées et enregistrées par George Martin, et auxquelles aucun des Beatles ne participe.
Les quatre nouvelles chansons sont enregistrées entre février 1967 et février 1968 aux studios EMI d'Abbey Road et aux studios De Lane Lea, tandis que les orchestrations sont enregistrées les 22 et 23 octobre 1968. Concernant les chansons des Beatles, deux sont l'œuvre de George Harrison, les quatre autres étant signées Lennon/McCartney. La plus grande partie des chansons a également recours à de nombreux overdubs, qu'il s'agisse d'ajout d'effets sonores ou d'instruments comme des cuivres. Aucun des titres n'était à l'origine véritablement composé pour cet album, ou pour le dessin animé qui met en scène le groupe. Les genres musicaux vont du simple rock au psychédélisme poussé.
L'album est souvent considéré comme le moins bon du groupe, et ne s'impose en tête des hit-parades ni en Grande-Bretagne ni aux États-Unis : il doit dans les deux cas se heurter à la concurrence de l'« Album blanc » que le groupe a publié deux mois auparavant. Les Beatles eux-mêmes ne prêtent que peu d'attention à ce disque, qui déçoit les fans par son manque de contenu inédit et de sa face orchestrale qui semble hors de propos sur un album des Fab Four. Une réédition de la bande originale, compilant exclusivement toutes les chansons du groupe entendues dans le film, Yellow Submarine Songtrack, est publiée en 1999 pour accompagner la ressortie du film au cinéma.

## Historique

### Contexte
Dans la foulée de leur téléfilm Magical Mystery Tour, les Beatles doivent participer, selon les termes de leur contrat avec United Artists, à un nouveau long-métrage destiné à être présenté en salle. L'idée de réaliser un film d'animation s'inspirant de leur chanson à succès Yellow Submarine s'impose assez vite, mais le groupe n'y prête que peu d'attention. Le long métrage est réalisé par la compagnie de production déjà responsable de la série animée The Beatles, qui connaît un grand succès aux États-Unis mais que le quatuor déteste. Paul McCartney explique par la suite qu'il aurait désiré un film dans le style de ceux de Walt Disney : « Ils ont pensé qu'ils devaient partir de là où on s'était arrêtés, c'est-à-dire de Sgt. Pepper. Mais à l'époque, j'aurais préféré un Bambi. » Il justifie ainsi le manque de motivation des Beatles : « Je crois que si ça avait ressemblé à du Disney et qu'ils avaient voulu un When You Wish upon a Star, j'aurais eu envie de le faire. Mais comme ils partaient dans la direction de Sgt. Pepper, on leur a demandé d'utiliser des chansons déjà enregistrées comme All You Need Is Love. »
Ce sont donc quatre musiciens particulièrement peu motivés qui se rendent en studio entre le 3 et le 11 février 1968, juste avant leur départ pour Rishikesh dans l’ashram du Maharishi Mahesh Yogi, pour enregistrer quatre nouvelles chansons : Lady Madonna, The Inner Light, Across the Universe et Hey Bulldog. Aucune d'elles n'a été composée pour les besoins du film à proprement parler, et seule Hey Bulldog aboutit sur l'album. Les deux compositions de George Harrison, Only a Northern Song et It's All Too Much sont en réalité issues de la période Pepper. Une plaisanterie courante du groupe à cette époque consiste à dire que les chansons jugées décevantes seront réservées au film.

### Enregistrement

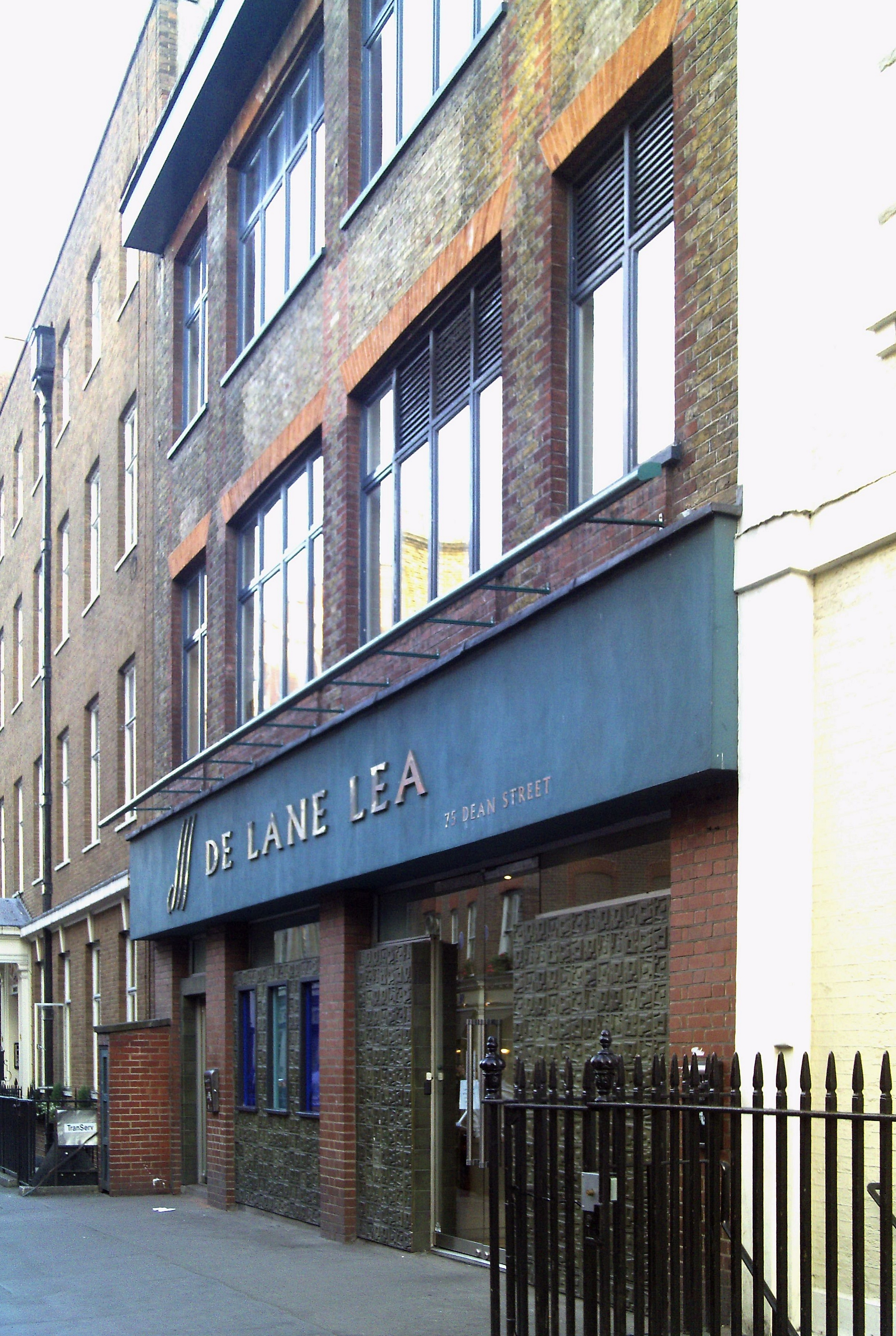
Sur Yellow Submarine, certaines chansons n'ont pas été enregistrées aux habituels studios d'Abbey Road, mais dans les studios De Lane Lea (image) et Olympic.

Les séances d'enregistrement des titres qui vont constituer la bande-sonore de Yellow Submarine sont particulièrement dispersées dans le temps, puisqu'il s'agit d'une collection de chansons inédites ou non, placées ou non sur des singles ou des albums déjà parus, nullement réalisées spécifiquement pour les besoins du film et de sa bande sonore : ainsi la chanson-titre est enregistrée fin mai 1966 pour l'album Revolver, tandis que Hey Bulldog, dernière piste mise en boîte, l'est en février 1968, près de deux ans plus tard, juste avant le départ du groupe pour l'Inde. Elles sont également dispersées dans l'espace puisque, outre les classiques studios d'EMI sur Abbey Road, l'album est également en partie enregistré dans les studios De Lane Lea et Olympic.
La chanson Yellow Submarine est enregistrée en deux séances : la première, le 26 mai 1966, vise à enregistrer la piste rythmique et le chant. Le 1er juin, le groupe enchaîne avec ce qui est certainement l'une des séances d'enregistrement les plus originales qu'il ait réalisé, puisqu'il s'agit de rajouter la pléiade d'effets sonores qui deviennent caractéristiques de la chanson, dans une ambiance totalement folle. Les amis du groupe, notamment Brian Jones, Marianne Faithfull et Pattie Boyd, participent aux chœurs, John Lennon fait des bulles dans un seau, Mal Evans se promène avec une grosse caisse suivi par l'assistance qui scande en chœur le refrain.
Viennent ensuite des travaux sur trois chansons inédites de l'album : les deux compositions de George Harrison et le vivant All Together Now de Paul McCartney. En février 1967, au cours des séances de Sgt. Pepper's Lonely Hearts Club Band, les Beatles enregistrent ce qui doit alors être la participation de Harrison à l'album : Only a Northern Song, finalement remplacée par Within You Without You. La piste rythmique est enregistrée le 13 février, puis le chant suit le lendemain. D'autres éléments, notamment la trompette de Paul McCartney, sont ajoutés le 20 avril suivant.
Après la fin des séances de Pepper, le groupe continue dans la même veine. All Together Now est enregistrée le 12 mai 1967, dans une ambiance qui n'est pas sans rappeler la folie de l'enregistrement de Yellow Submarine un an plus tôt. L'absence du producteur, George Martin, donne en effet l'impression au groupe que « l'instituteur est parti », ce qui accroît leur liberté… au détriment du soin apporté au morceau. It's All Too Much est enregistrée à la fin du même mois, dans les studios De Lane Lea contrairement aux autres, mises en boîtes aux studios EMI d'Abbey Road. Les premières séances ont lieu les 25 et 26 mai pour préparer les pistes de base. Une dernière session a lieu le 2 juin pour ajouter les cuivres sous la direction de Harrison. Particulièrement complexe, la chanson requiert l'usage de nombreux effets, notamment l'ADT qui permet de doubler les voix.
All You Need Is Love est enregistrée dans un contexte particulier : en direct au cours de l'émission Our World (en) le 25 juin 1967, dans le studio no 1 d'Abbey Road. Une partie des pistes a cependant déjà été mise en boîte par les Beatles au cours de séances antérieures (les 14, 19 et 24 juin), dont certaines dans les studios Olympic, les salles d'Abbey Road étant indisponibles et quelques overdubs effectués le même soir après la diffusion. La seule chanson expressément enregistrée pour le film d'animation, Baby, You're a Rich Man, sera finalement utilisée comme face B de ce single.
La dernière chanson enregistrée est le Hey Bulldog de John Lennon, le 11 février 1968. Le groupe se rend en studio ce jour-là pour filmer une séance de travail destinée au film promotionnel de Lady Madonna. Plutôt que de rejouer un titre déjà enregistré, ils décident de boucler cette composition inachevée. Le groupe achève la chanson au fur et à mesure dans une parfaite entente : Lennon et McCartney improvisent le final de la chanson, sur un riff de guitare et piano soutenu, en criant et aboyant autour des micros et devant les caméras. C'est la dernière fois que l'ingénieur du son Geoff Emerick les voit travailler dans une aussi belle ambiance. En effet, après le séjour du groupe en Inde, les relations entre les musiciens se tendent, notamment en raison de l'arrivée de Yoko Ono. Ces images seront remontées en 1999 pour en faire le clip de la chanson Hey Bulldog qui accompagnera la réédition du film Yellow Submarine. Ce clip et celui de Lady Madonna sont inclus dans les éditions augmentées de l'album 1.

### Parution et réception

#### Pochette
La pochette est un dessin de style psychédélique créé par Heinz Edelmann. Les caricatures des Beatles sont entourées des personnages du film et du maintenant célèbre sous-marin jaune. Sous le titre de l'édition anglaise est écrit le slogan du film, Nothing is real, mais cette phrase, tirée d'un vers de la chanson Strawberry Fields Forever, est absente de la version nord-américaine. Un texte signé Derek Taylor vantant les mérites de l'« Album blanc » se trouve à l'endos.

#### Accueil mitigé

Yellow Submarine est sorti dans l'ombre de l'« Album blanc ».

Le film Yellow Submarine sort en Angleterre durant l'été 1968 et en Amérique du Nord à l'automne, mais la sortie de la bande originale est repoussée au début de l'année suivante pour éviter qu'elle ne concurrence le « Double blanc » prévu en novembre. À cela s'ajoute le désir de George Martin de réenregistrer les orchestrations destinées à la face B de l'album, qui débouchent sur des séances en octobre. L'album sort donc le 13 janvier 1969 aux États-Unis, et six jours plus tard au Royaume-Uni. Le succès est au rendez vous puisqu'il atteint la deuxième place des classements américains, et la troisième des britanniques, la première place revenant à l'« album blanc ».
Si les ventes restent élevées, car il s'agit après tout d'un album des Beatles, c'est tout de même une déception pour les fans. La face B et ses orchestrations ne correspondent pas à ce qui est attendu par le public dans un album du groupe. De plus, deux des chansons de la face A sont déjà sorties ; Yellow Submarine sur l'album Revolver et All You Need is Love en single et sur la version américaine de l'album Magical Mystery Tour. Parmi les quatre inédites, les deux de Harrison sont jugées par François Plassat comme « un peu poussives », et All Together Now reste une chanson simple. Se détache donc du lot le bouillant Hey Bulldog que le même Plassat qualifie de « rock sublime et engagé ». Selon le site AllMusic, l'album est « le seul album des Beatles que l'on peut considérer comme non essentiel ». Les Beatles eux-mêmes envisagent très vite de produire un autre disque qui sera moins décevant pour les fans. Un EP 7 pouces, mais avec une révolution de 33 tours par minute, contenant les quatre chansons inédites, avec la version dite Wildlife de Across The Universe en bonus, est mixé, mais n'est finalement jamais produit. Ces chansons à saveur psychédélique ne sont déjà plus d'actualité car le groupe a délaissé ce style pour revenir a un rock plus basique et le groupe semble finalement s'en désintéresser totalement. Les versions mono de ces cinq chansons sont aujourd'hui placées sur le disque Mono Masters.
La bande son reste néanmoins bien reçue par les critiques de l'époque ; la face B étant jugée de très bonne qualité musicale, bien qu'inadéquate sur un tel album. Lorsque les versions américaines des bandes son des films A Hard Day's Night et Help! sont sorties incluant des orchestrations instrumentales, les Beatles affirmaient, haut et fort, « si quelqu’un veut acheter un de nos disques, il veut nous entendre et pas la bande son »,. Ironiquement, trois ans plus tard, ils faisaient de même sur ce disque.

#### Rééditions
Ce disque est réédité pour la première fois sur CD le 24 août 1987 et remastérisé comme tous les autres le 9 septembre 2009 en stéréo, mais sera absent du boîtier [[Rééditions des disques des Beatles#The Beatles in Mono|The Beatles in Mono]]. Par contre, les quatre inédits seront placés dans le disque 2 de Mono Masters.
En 1999, Apple Records avait déjà édité l'album Yellow Submarine Songtrack, sans qu'aucun des membres survivants du groupe ne soit impliqué d'une quelconque façon dans ce projet. Cette nouvelle version de la bande originale écarte les orchestrations de George Martin, pour laisser la place aux autres chansons des Beatles qui apparaissent dans le film, telles que Nowhere Man ou Eleanor Rigby mais sans A Day in the Life. Les quinze chansons figurant sur cet l'album comptent parmi les toutes premières chansons des Beatles remastérisées. À sa sortie, Yellow Submarine Songtrack atteint la 8e place des charts britanniques et la 15e aux États-Unis.
Apple Corps profite de cette réédition pour vendre des produits dérivés sur le thème Yellow Submarine : des figurines, un globe de Pepperland, balles de baseball, t-shirts, caleçons, lampe à bulles. George Harrison désapprouve l'initiative : « Tout ça n'a rien à voir avec nous. C'est comme si l'on faisait de nous des jouets pour le monde entier ».

## Caractéristiques artistiques

### Chansons des Beatles

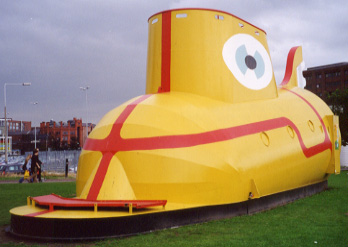
Yellow Submarine est la chanson qui a inspiré le projet de dessin animé, bien que les autres chansons n'aient aucun rapport avec elle.

Les six chansons des Beatles sur Yellow Submarine se répartissent pour la première fois à parts égales entre McCartney, Lennon, et Harrison.
Paul McCartney est à l'origine de deux chansons assez semblables, la chanson titre et All Together Now. La première, tirée de l'album Revolver publié en 1966, est une chanson pour enfants qui est rapidement devenue l'une des plus connues du groupe : elle s'appuie sur une mélodie simple et un refrain facile à mémoriser auquel s'ajoutent tous les effets sonores qui font son originalité. Le sous-marin jaune est la pièce maîtresse du schéma narratif du film. All Together Now reprend ce but affirmé de créer une chanson pour enfants : reprenant des instruments et bruitages originaux, elle prend par ses paroles des airs de comptine. À la grande joie de ses auteurs, la chanson est, dans les années qui suivent, régulièrement reprise dans les tribunes des stades de football.
John Lennon apporte deux de ses propres compositions. Celle qui clôt la face « Beatles » de l'album a déjà fait ses preuves : il s'agit d’All You Need Is Love, publiée en single un an et demi plus tôt. Cet hymne du Summer of Love a eu l'insigne honneur d'être la prestation représentant le Royaume-Uni dans l'émission diffusée en mondovision Our World (en) et reste l'une des chansons les plus célèbres du groupe. Son autre composition, Hey Bulldog, était inachevée le jour de l'enregistrement, et a été complétée et improvisée par le groupe, donnant un rock puissant, véritable moment d'harmonie au sein du groupe.

« Comme ils voulaient une autre chanson, je leur ai envoyé Hey Bulldog. Ça sonne très bien et ça ne veut rien dire. »

— John Lennon
Pour le musicologue Allan Pollack, la chanson, par son manque de visibilité, a acquis une grande popularité aux yeux des fans. Elle est souvent considérée comme l'un des morceaux les plus sous-estimés des Beatles.
George Harrison s'illustre particulièrement sur cet album en apportant un tiers des chansons. La première, Only a Northern Song, est une pique du chanteur à la société Northern Songs qui prélève selon lui une trop grosse part des droits sur ses chansons. Enregistrée lors des séances de l'album Sgt. Pepper, elle avait été laissée de côté. Avec un style qui frôle l'avant garde dans sa mélodie et ses arrangements, elle possède des originalités sonores, notamment le jeu de trompette de McCartney.

« Je me rappelle avoir joué un morceau de trompette ridicule. Mon père en jouait. Je ne sais pas en jouer, mais je peux déconner pas mal avec une trompette — et cette chanson a été l'occasion idéale. C'était très second degré. »

— Paul McCartney
L'autre composition de Harrison, It's All Too Much, est un rock psychédélique de plus de huit minutes qui tente de décrire les effets du LSD et les visions qu'il provoque. La version du disque est raccourcie à six minutes. Celle du film, d'une durée de 2:22, présente un couplet différent qui n'est disponible sur aucune version audio officielle.
Cet album des Beatles est le seul à contenir des chansons déjà publiées sur d'autres albums. La chanson thème a évidemment sa place sur ce disque même si elle paraissait déjà sur Revolver. La chanson All You Need Is Love n'a été publiée originellement qu'en 45 tours au Royaume-Uni. La version américaine de l'album Magical Mystery Tour, par contre, l'incluait en face 2 avec les autres chansons parues en singles pendant l'année 1967. Cette chanson n'était donc, à l'époque, disponible en format album au Royaume-Uni que sur Yellow Submarine. Le 4 décembre 1976, EMI publie finalement la version augmentée de Magical Mystery Tour et ce 33 tours devient la seule édition américaine à intégrer la discographie officielle du groupe, avec pour résultat de proposer le tube All You Need Is Love sur ces deux albums.

### Morceaux instrumentaux
Les sept titres sur la face 2 du 33 tours sont des pièces instrumentales réalisées pour le film, composées et enregistrées par George Martin et auxquelles aucun des Beatles ne participe. Martin avait, précédemment, enregistré plusieurs versions instrumentales de chansons du groupe, notamment pour les besoins du film A Hard Day's Night ou pour des albums publiés sous son nom. Cette fois, tous ces morceaux sont écrits, arrangées et dirigées par Martin, sauf Yellow Submarine in Pepperland qui, reprenant le refrain de la chanson thème, est créditée Lennon/McCartney arrangée par Martin. George Martin avait préparé une première version des orchestrations sur mesure pour le film, qu'il avait mixées aux studios Olympic. Les 22 et 23 octobre 1968, il refait appel à son orchestre de 41 musiciens pour réenregistrer le tout, puis il s'occupe, les deux jours suivant, du mixage pour le disque.
En 1979, dans ses mémoires, il revient sur la composition et l'enregistrement de cette musique, et la nécessité de la faire coïncider avec l'action à l'écran.

« Une fois que toute la musique a été enregistrée, nous l'avons intégrée au film, et même là, il restait des problèmes. À certains endroits, on a coupé la musique car les bruitages sonnaient mieux — dans d'autres on a éliminé les bruitages car ce que j'avais écrit sonnait mieux. Cependant, en dépit de tout, la bande originale s'est révélée rencontrer un énorme succès et m'a rapporté un tas de lettres de fans. »

— George Martin
Les critiques du site AllMusic confirment que ces morceaux sont très bons en eux-mêmes, mais qu'ils ne sont pas vraiment à leur place sur un album des Beatles. Martin effectuera un condensé de tous ces morceaux instrumentaux avec de nouveaux arrangements dans la piste The Pepperland Suite sur son disque In My Life (en) paru en 1998 et qui sera aussi incluse dans son album hommage Produced by George Martin (en) en 2001[réf. nécessaire].

## Fiche technique

### Liste des chansons
Toute la musique de la face B est composée par George Martin, sauf Yellow Submarine in Pepperland . Voir le lien pour les chansons de la Yellow Submarine Songtrack publiée en 1999.
| 1. | Yellow Submarine     | John Lennon, Paul McCartney | Ringo Starr     | 2:38 |
| 2. | Only a Northern Song | George Harrison             | George Harrison | 3:25 |
| 3. | All Together Now     | John Lennon, Paul McCartney | Paul McCartney  | 2:10 |
| 4. | Hey Bulldog          | John Lennon, Paul McCartney | John Lennon     | 3:08 |
| 5. | It's All Too Much    | George Harrison             | George Harrison | 6:18 |
| 6. | All You Need Is Love | John Lennon, Paul McCartney | John Lennon     | 3:48 |

| 7.  | Pepperland                     | George Martin                                   | 2:24 |
| 8.  | Sea of Time                    | George Martin                                   | 3:00 |
| 9.  | Sea of Holes                   | George Martin                                   | 2:21 |
| 10. | Sea of Monsters                | George Martin                                   | 3:40 |
| 11. | March of the Meanies           | George Martin                                   | 2:22 |
| 12. | Pepperland Laid Waste          | George Martin                                   | 2:15 |
| 13. | Yellow Submarine in Pepperland | John Lennon, Paul McCartney, arr. George Martin | 2:11 |

### Interprètes
The Beatles
- John Lennon – guitare rythmique et solo, banjo, ukulélé, harmonica, piano, clavecin, glockenspiel, chant
- Paul McCartney – basse, contrebasse, guitare acoustique, tambourin, trompette, percussions, chant
- George Harrison – guitares solo, guitare acoustique, orgue Hammond, violon, tambourin, chant
- Ringo Starr – batterie, tambourin, percussions, chant sur Yellow Submarine

Musiciens additionnels
- George Martin – piano sur All You Need Is Love, orchestration
- The George Martin Orchestra sur la face deux

### Équipe de production
- George Martin – production, mixage, arrangements
- Geoff Emerick – ingénieur du son, mixage
- Richard Lush – ingénieur du son
- Phil McDonald – ingénieur du son
- Dave Siddle – ingénieur du son
- Mike Weighell – ingénieur du son